# Eressa robusta
Eressa robusta là một loài bướm đêm thuộc phân họ Arctiinae, họ Erebidae.